# Fajã da Ovelha
Pour les articles homonymes, voir Fajã (homonymie).
Fajã da Ovelha est une freguesia portugaise située dans la ville de Calheta, dans la région autonome de Madère.
Avec une superficie de 22,16 km2 et une population de 1 016 habitants (2001), la paroisse possède une densité de 45,8 hab/km2.